# K2-18
K2-18, också känd som EPIC 201912552, är en röd dvärgstjärna som ligger i Stjärnbilden Lejonet, 124 ljusår bort. I sitt planetsystem har stjärnan två hittills kända exoplaneter; stenplaneten K2-18b som har en atmosfär med vattenånga och K2-18c.